# 瓦西里夫卡 (奧恰基夫市鎮)
瓦西里夫卡（烏克蘭語：Василівка）是烏克蘭南部的村莊，隸屬尼古拉耶夫州尼古拉耶夫區的奧恰基夫市鎮。該村面積為1.433平方公里，2001年人口382，人口密度每平方公里266.6人。在俄羅斯入侵烏克蘭期間，該村被俄羅斯佔領。